# The Money Mill
The Money Mill è un film muto del 1917 diretto da John S. Robertson.

## Produzione
Il film fu prodotto dalla Vitagraph Company of America (come A Blue Ribbon Feature).

## Distribuzione
Distribuito dalla Greater Vitagraph (V-L-S-E), il film uscì nelle sale cinematografiche statunitensi il 5 marzo 1917.